# Dorfkirche Güterberg

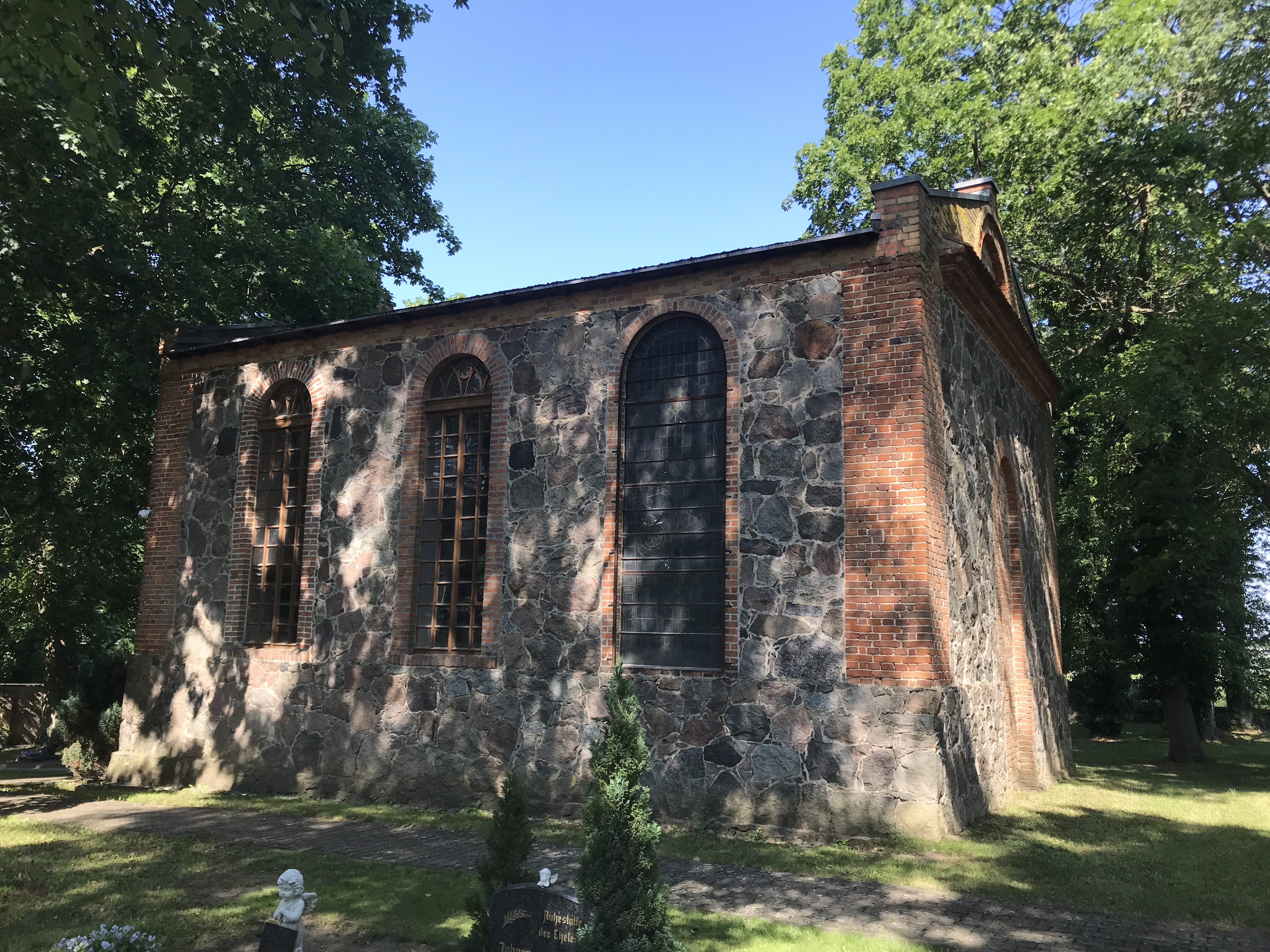
Dorfkirche Güterberg

Die evangelische Dorfkirche Güterberg ist eine Saalkirche im Rundbogenstil in Güterberg,
einem Ortsteil der Gemeinde Uckerland im Landkreis Uckermark im Land Brandenburg. Die Kirchengemeinde gehört zum Pfarramt Hetzdorf der Propstei Pasewalk im Pommerschen Evangelischen Kirchenkreis der Evangelisch-Lutherischen Kirche in Norddeutschland.

## Lage
Die Landstraße 255 führt von Norden kommend in südlicher Richtung durch den Ort. Am nördlichen Ortseingang zweigt die Straße Güterberg nach Nordwesten (und Südosten) hin ab. Dort steht die Kirche südlich der Straße auf einem Grundstück mit einem Kirchfriedhof, der mit einer Mauer aus unbehauenen und nicht lagig geschichteten Feldsteinen eingefriedet ist.

## Geschichte
Güterberg wurde erstmals 1608 als Guetterberch urkundlich erwähnt. 1698 entstand auf einem anderen Grundstück eine Kirche, über dessen Verbleib bislang nicht viel bekannt ist. Der Ort war zu dieser Zeit im Besitz der Familie von Arnim und der von Winterfeld. Ernst Fidicin schreibt dazu, dass Hans Christoph von Arnim sowie Hans Ernst von Winterfeld den Kurfürsten Friedrich III. im besagten Jahr um die Genehmigung zum Bau einer Kirche baten. Das Kirchenpatronat lag bei der Gutsherrschaft von Güterberg. Im Jahr 1776 erbte Vivigenz Alexander Christian die Winterfeldschen Anteile und verkaufte sie noch im selben Jahr an Joachim von Arnim, dem nun das gesamte Dorf gehörte. Seine Familie ließ von 1840 bis 1842 am nordöstlichen Siedlungsrand der Gemeinde eine neue Kirche errichten.

## Baubeschreibung

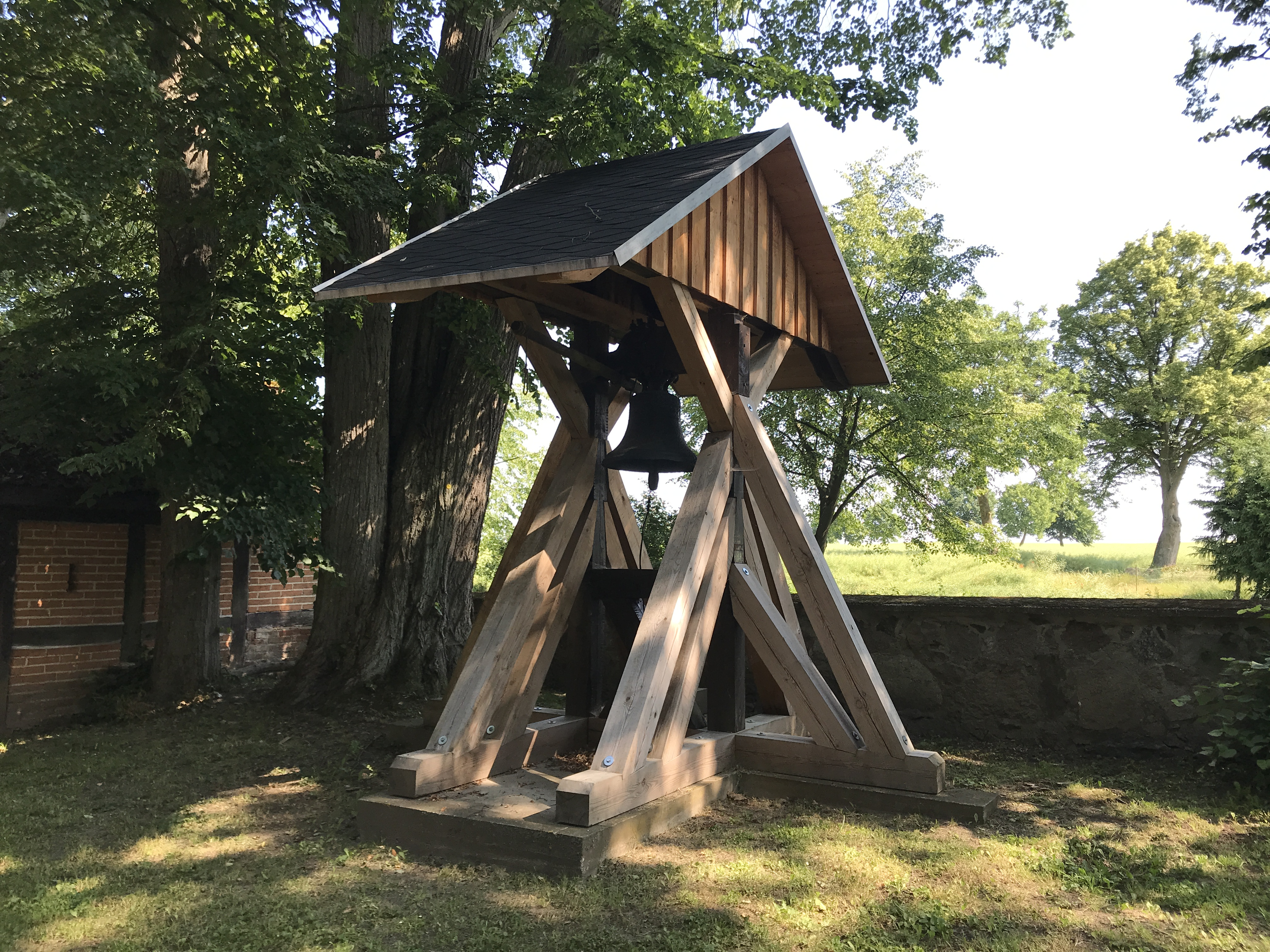
Freistehender Glockenturm

Das Bauwerk entstand im Wesentlichen aus unbehauenen und nicht lagig geschichteten Feldsteinen, während die Ecken sowie die Faschen der Fenster mit rötlichen Mauersteinen erstellt wurden. Es entstand ein rechteckiger Saalbau. An seiner Ostseite ist mittig ein großer Rundbogen aus Mauersteinen, der mittlerweile ebenfalls mit Mauersteinen zugesetzt wurde. Am Übergang zum Giebel ist ein dreifach getreppter Fries; darüber eine zugesetzte, rundbogenförmige Blende. Oberhalb ist mittig eine kleine Fiale mit einem Kreuz. An der Nord- und Südseite des Langhauses sind je drei große Rundbogenfenster. Die östlichen Fenster bestehen dabei aus Glasmalereien. Das Bauwerk kann von Westen her über eine kleine Treppe betreten werden. Sie führt zu einer rechteckigen Tür, darüber ein querrechteckiges Fenster und ein halbkreisförmiges Fenster, das mit Vierpass verziert ist. Das Element ist in eine rundbogenförmige Fasche aus Mauerstein eingefasst. Das Bauwerk trägt ein schlichtes Satteldach, im Innern ist es flach gedeckt. Östlich der Kirche steht ein frei stehender Glockenturm mit einer Glocke. 

## Ausstattung

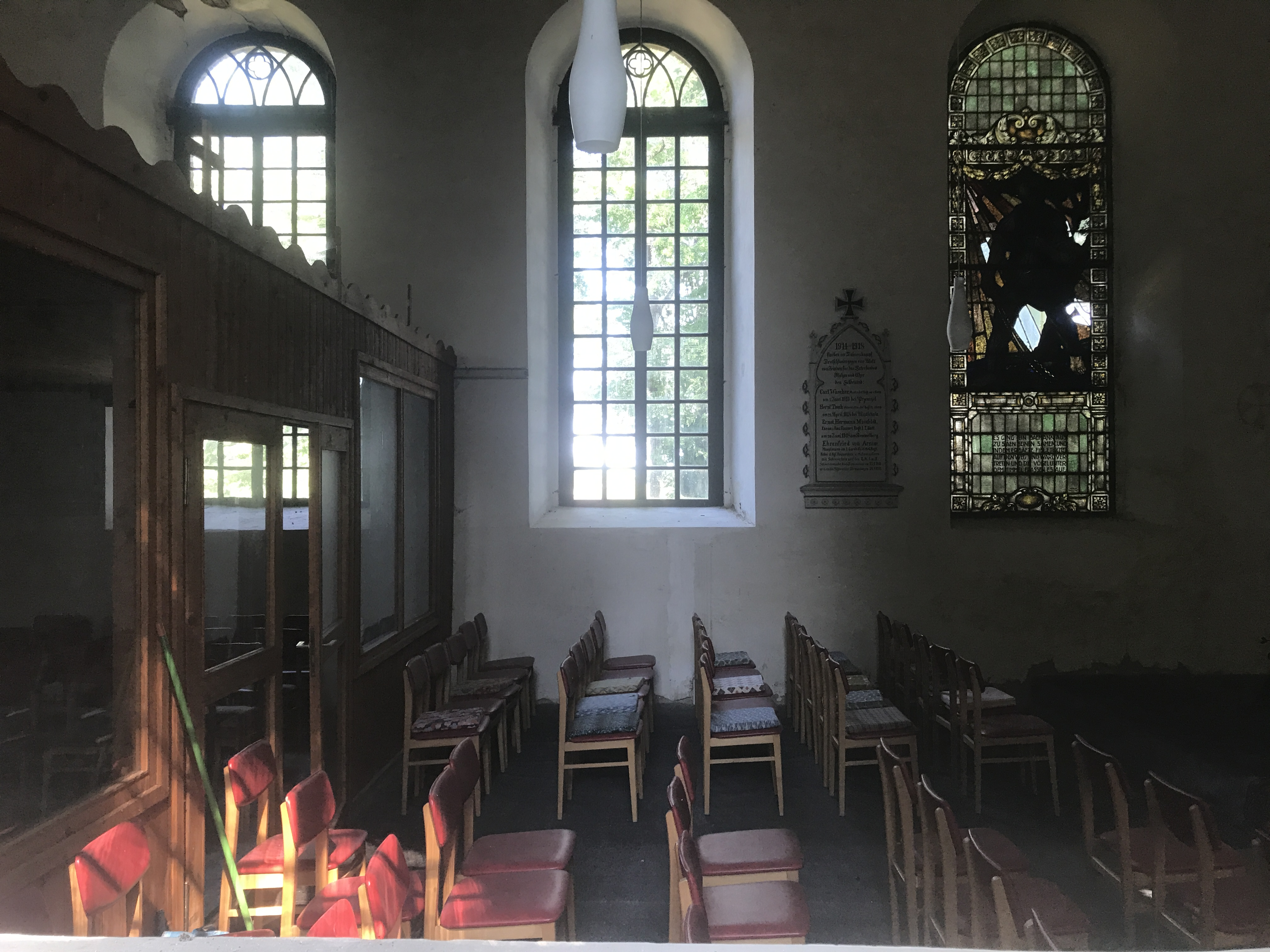
Blick ins Kirchenschiff

Die Kirchenausstattung stammt einheitlich aus der Bauzeit. Eine weiße Holztafel mit einem Eisernen Kreuz erinnert an die Gefallenen aus dem Ersten Weltkrieg. Sie trägt die Inschrift: „1914–1918 starben im Daseinskampf / Deutschlands gegen eine Welt von Feinden für / des Vaterlandes Ruhm und Ehre den Heldentod“ sowie darunter die Namen der Gefallenen. Eine weitere Tafel wurde aus Kupfer gearbeitet und besteht aus insgesamt 13 Teilen. Sie zeigen die Wappen derer von Arnim, die Inschrift: „Mit Gott für König und Vaterland starben aus der / Patronatsfamilie von Arnim“ sowie die Namen der Gefallenen der Patronatsfamilie. Die östlich gelegenen Fenster am Langhaus sind mit figürlichen Glasmalereien verziert, die im Jahr 1913 entstanden. 